# Kebaran

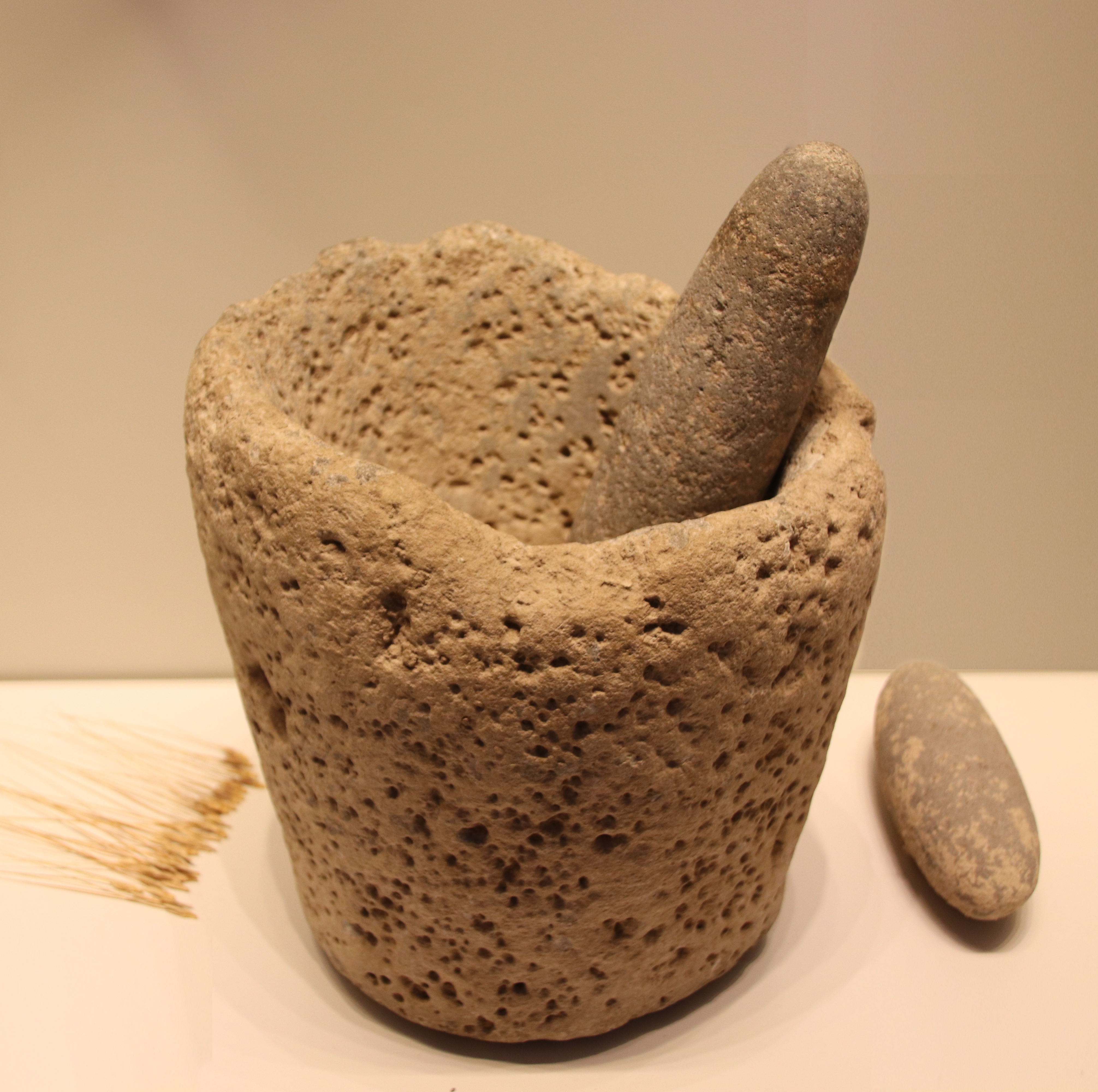
Hmoždíř

Kebaran je mladopaleolitická kultura, která byla rozšířena ve východním Středomoří asi od 18 tisíc do 12,5 tisíc př. n. l. Pojmenována je podle jednoho ze svých typických nalezišť v jeskyni Kebara u Haify. Následující kulturou v této oblasti je natúfien.
Jednalo se o nomádské společenství složené z lovců a sběračů, jež žilo v Levantě a na Sinajském poloostrově. Typickým prvkem je používání mikrolitických nástrojů.